# Jüdische Gemeinde Maßbach

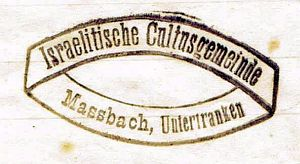

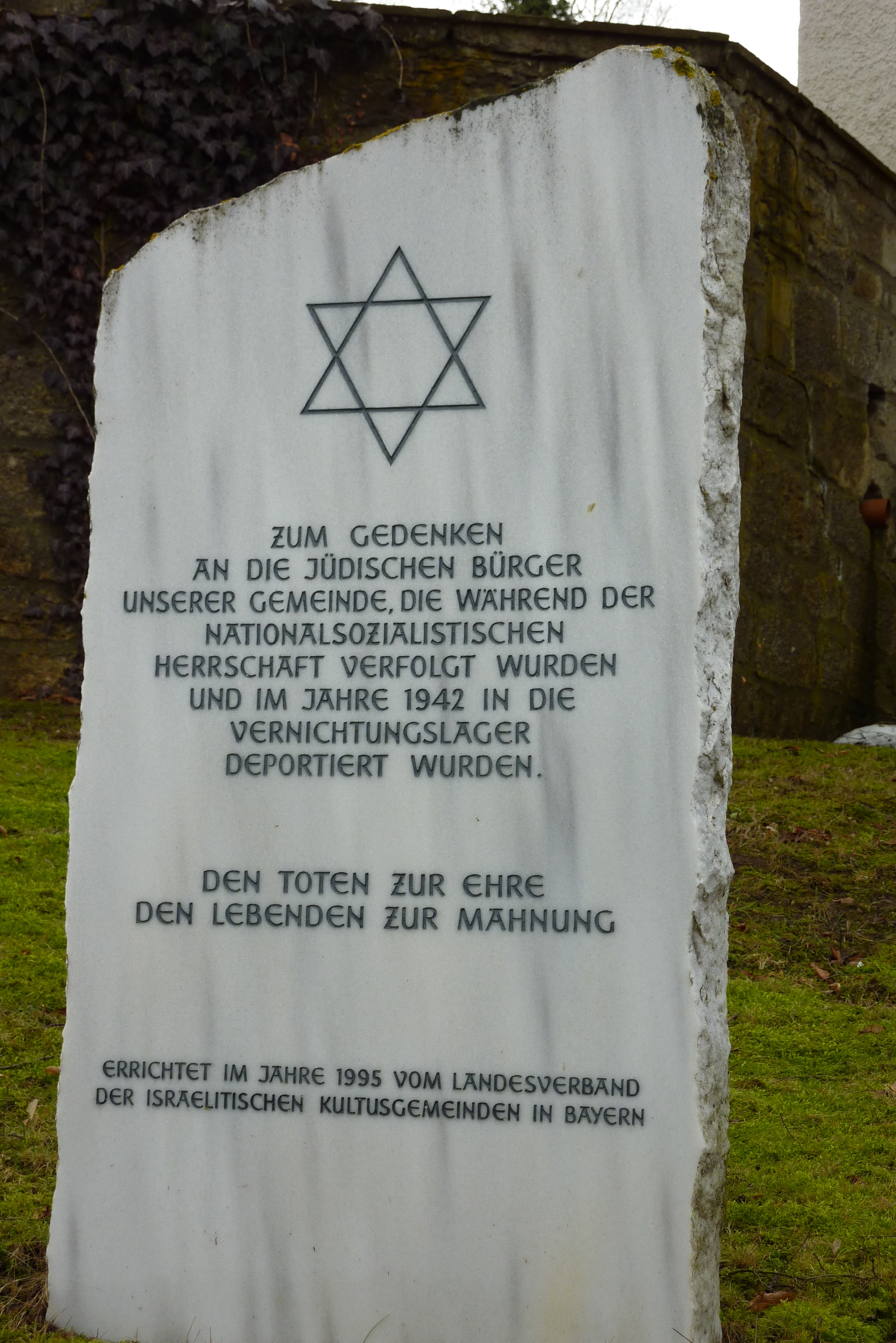
Gedenkstein in Maßbach

Die Jüdische Gemeinde in Maßbach, einer Gemeinde im unterfränkischen Landkreis Bad Kissingen in Bayern, entstand nach dem Dreißigjährigen Krieg und wurde 1942 durch die Judenverfolgung in der Zeit des Nationalsozialismus vernichtet.

## Geschichte
Die Grundherren, die Grafen von Hatzfeld und danach die Herren von Rosenbach, ließen nach dem Dreißigjährigen Krieg im Dorf Juden sich ansiedeln. Sie wohnten in Gebäuden, die eigens für sie von der Grundherrschaft errichtet wurden. Um 1725 wurde eine Synagoge und ein Rabbinerhaus mit rituellem Bad (Mikwe) errichtet. Der Friedhof entstand 1902, zuvor wurden die Toten auf dem jüdischen Friedhof Kleinbardorf bestattet. 
Im Jahr 1710 ist eine jüdische Schule erstmals in Maßbach bezeugt, die bis Ende des 19. Jahrhunderts existierte. Durch Aus- und Abwanderung verringerte sich die Zahl der Gemeindemitglieder ab der Mitte des 19. Jahrhunderts.

## Synagoge
Die um 1725 errichtete Synagoge brannte 1747 ab und wurde trotz des Protests des evangelischen Pfarrers an gleicher Stelle wieder aufgebaut. 1899 wurde eine neue Synagoge eingeweiht.   
Beim Novemberpogrom 1938 zerstörten SA-Leute die Inneneinrichtung der Synagoge und die Ritualgegenstände. Das Synagogengebäude blieb erhalten und wurde zu einem Wohn- und Geschäftshaus umgebaut.

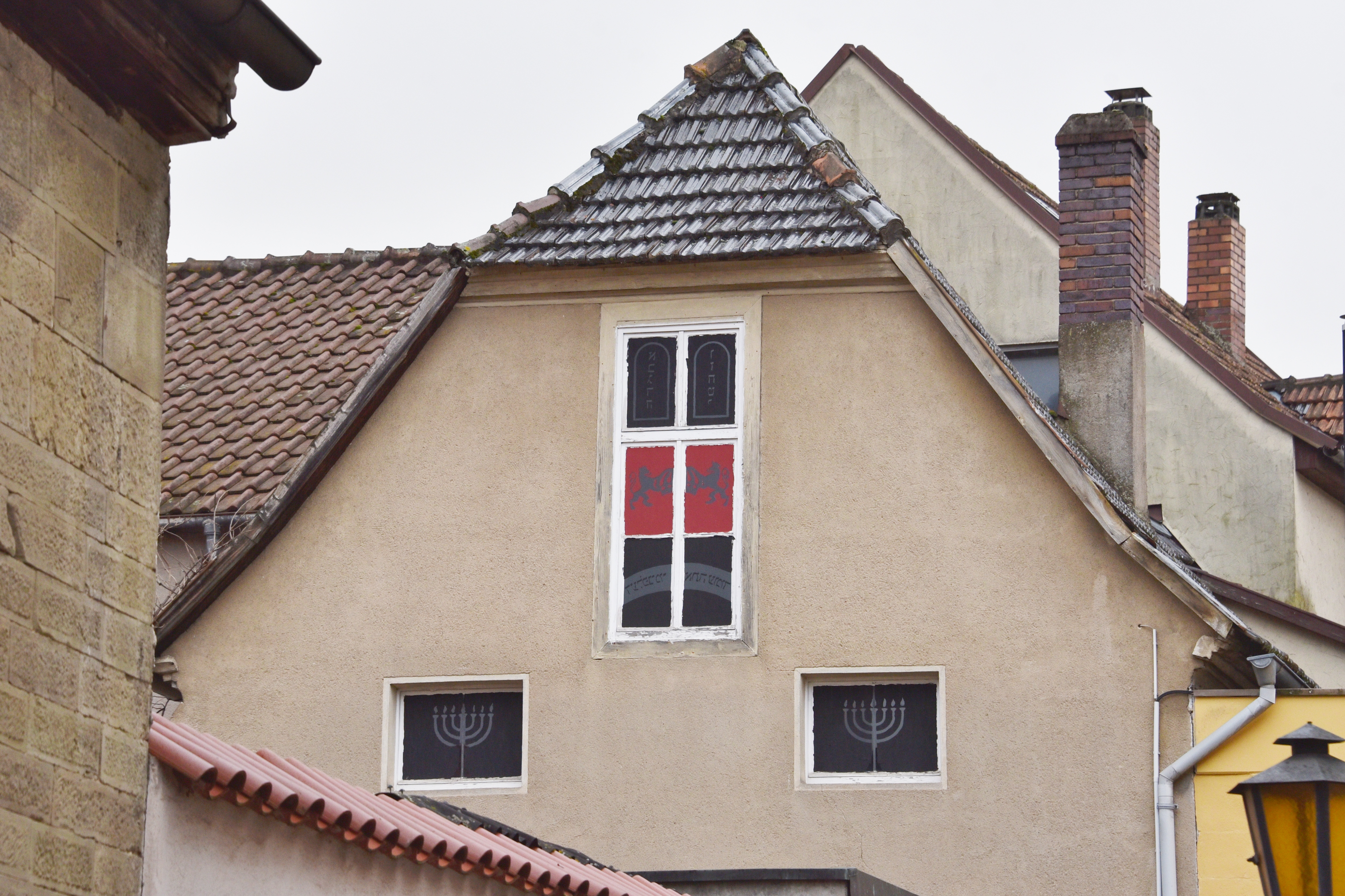
Synagoge
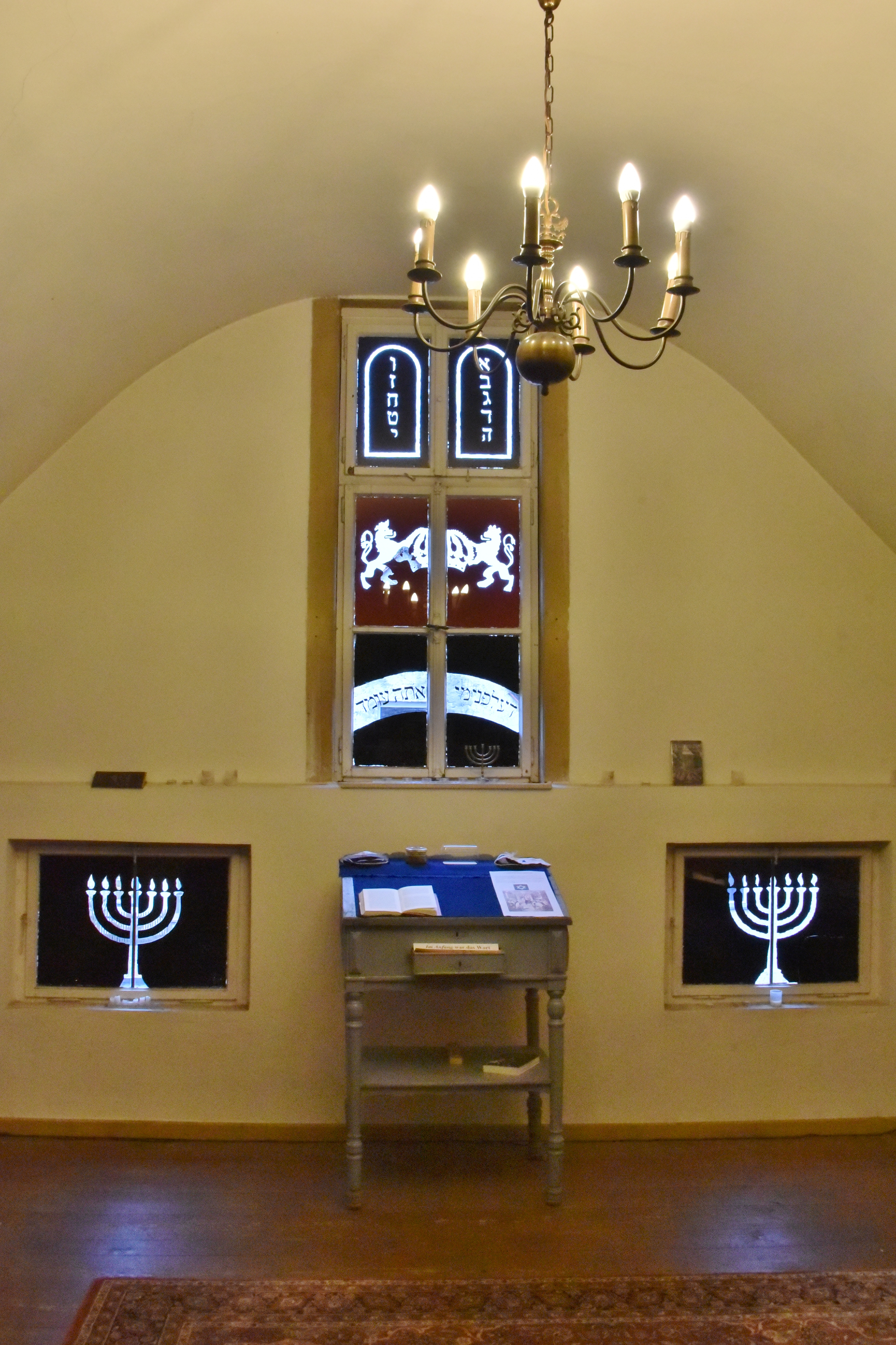
Innenraum
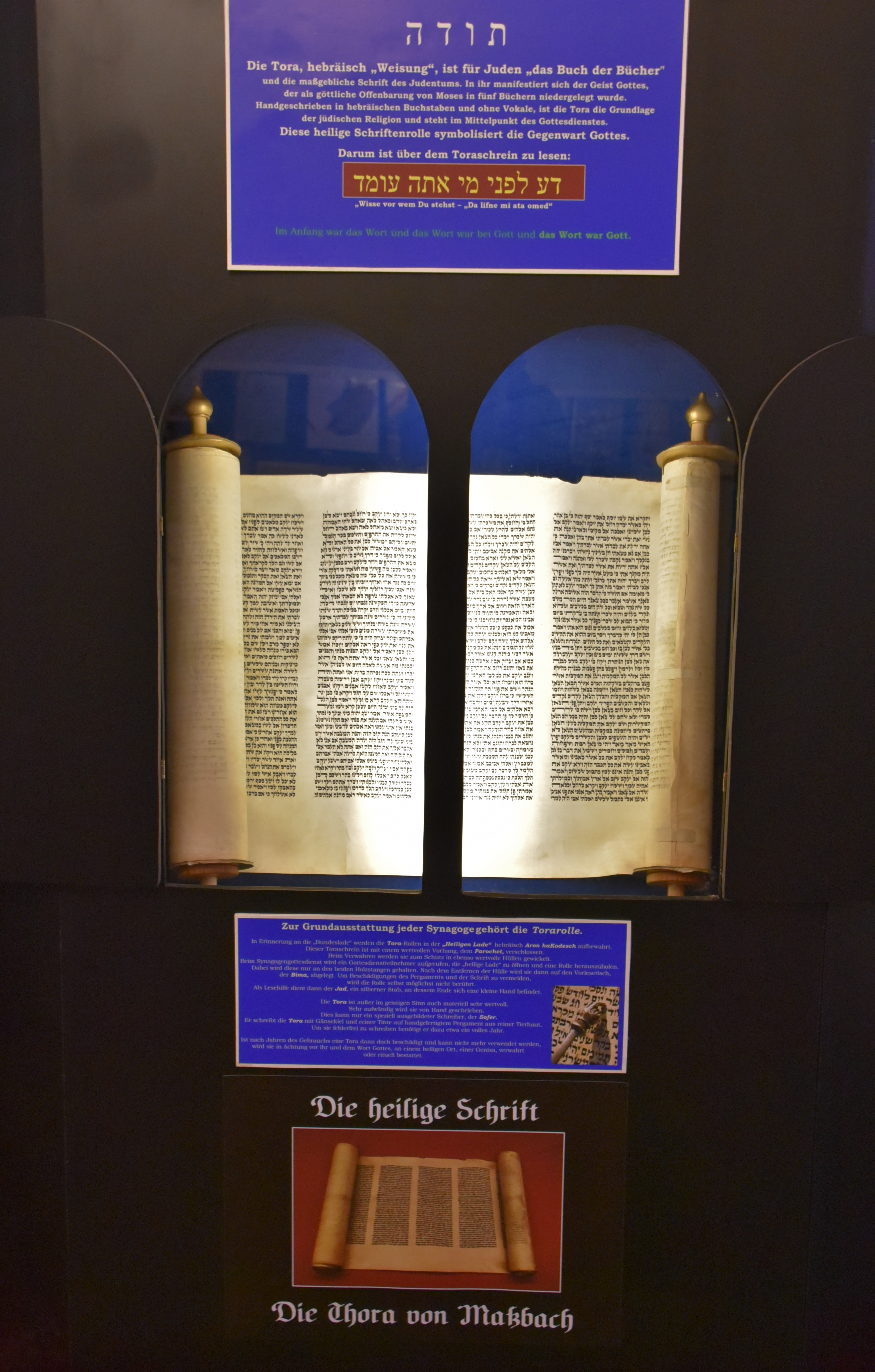
Tora
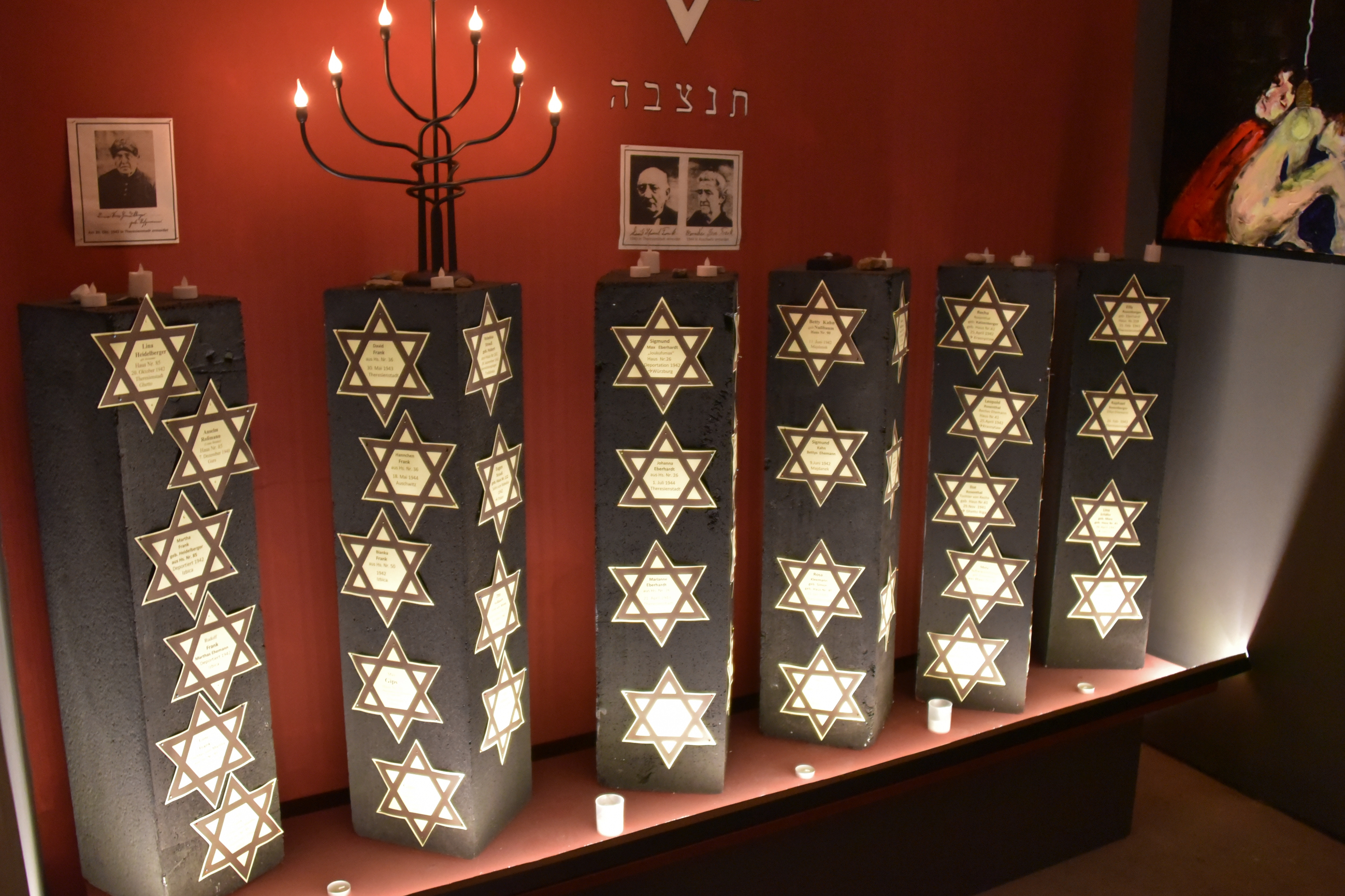
Gedenken an die ermordeten Juden Maßbachs
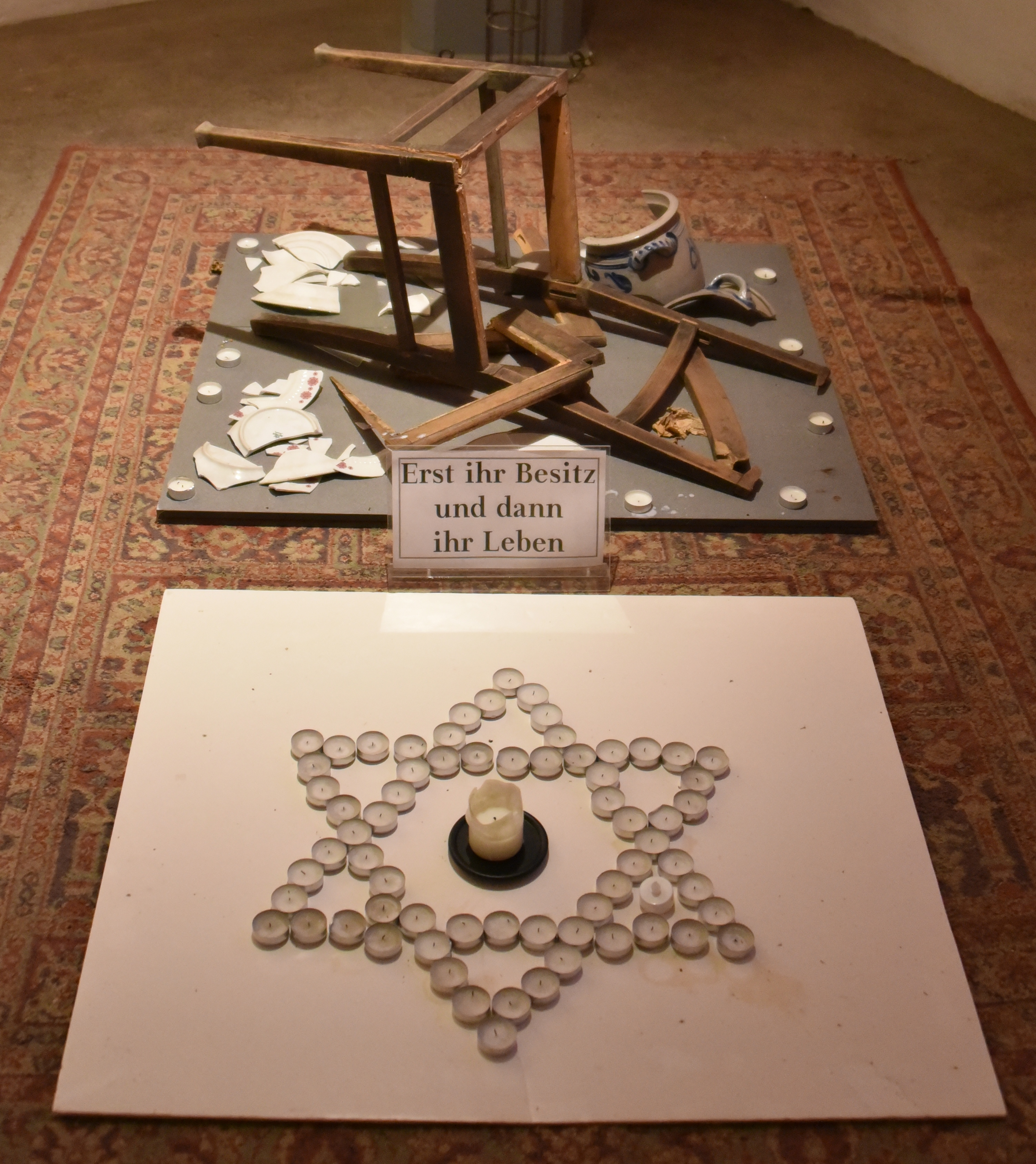
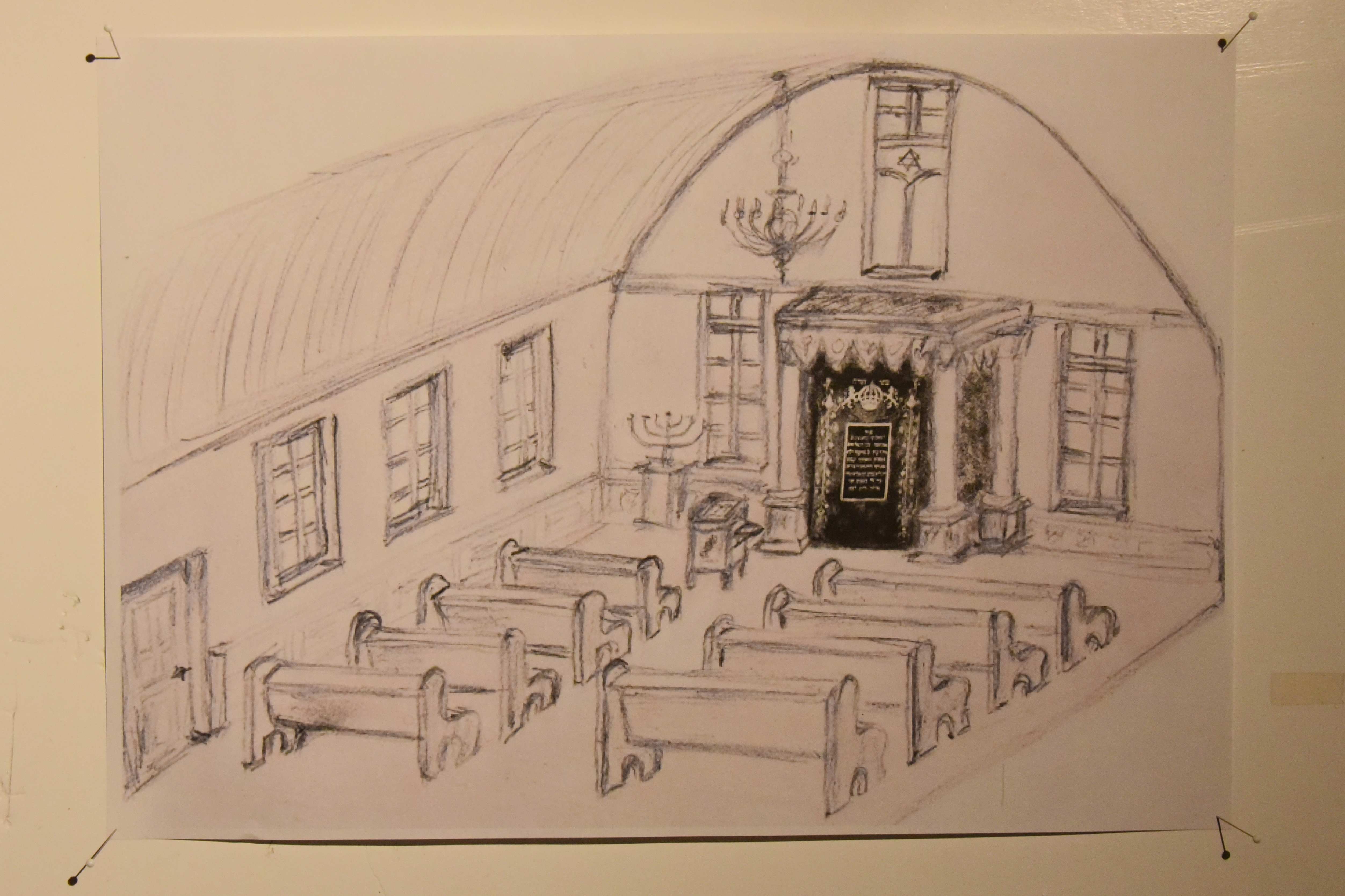
Zeichnung des Innenraums

## Nationalsozialistische Verfolgung
1933 lebten noch 34 Juden in Maßbach. Die zunehmenden Repressalien und die Folgen des wirtschaftlichen Boykotts ließen die jüdischen Gemeindeglieder verarmen. 1942 wurden die letzten acht jüdischen Bewohner in das Ghetto Izbica und in das KZ Theresienstadt deportiert. 
Das Gedenkbuch des Bundesarchivs verzeichnet 27 in Maßbach geborene jüdische Bürger, die dem Völkermord des nationalsozialistischen Regimes zum Opfer fielen.

## Gemeindeentwicklung
| Jahr | Gemeindemitglieder                        |
| ---- | ----------------------------------------- |
| 1687 | 29 Familien                               |
| 1716 | 125 Personen                              |
| 1813 | 187 Personen ca. 17 % der Einwohnerschaft |
| 1837 | 180 Personen                              |
| 1910 | 67 Personen                               |
| 1925 | 33 Personen                               |
| 1933 | 34 Personen                               |
| 1939 | 23 Personen                               |
| 1942 | 9 Personen                                |